# December 12.
December 12. az év 346. (szökőévben 347.) napja a Gergely-naptár szerint. Az évből még 19 nap van hátra.
Névnapok: Gabriella + Bulcsú, Csepel, Franciska, Johanna, Santál

## Események

### Politikai események
- 627 – A Ninivei csatában a perzsák megsemmisítő vereséget szenvednek a bizánciaktól.
- 1199 – III. Ince pápa egész Franciaországot interdictum alá helyezi.
- 1254 – Rainaldo de’Conti di Segni bíborost IV. Sándor néven pápává választják.
- 1476 – Aragóniai Beatrixot magyar királynévá koronázzák.
- 1605 – Bocskai István Korponán 1605. december 12-én kelt ünnepélyes okiratában mondta ki a hajdúk letelepítését. Ebben 9254 hajdú vitézt megnemesített, és családostól letelepített, saját birtokain.
- 1666 – Margit Terézia spanyol infánsnő (Margarita Teresa), IV. Fülöp spanyol király leánya, férjhez megy I. Lipót német-római császárhoz.
- 1787 – Pennsylvania az USA 2. államaként ratifikálja az Amerikai Egyesült Államok alkotmányát.
- 1911 – Delhi lett India fővárosa Kalkutta helyett.
- 1940 – Aláírják a magyar–jugoszláv „örök barátsági szerződést”.
- 1941 – Magyarország, Románia és Bulgária hadat üzennek az Amerikai Egyesült Államoknak.
- 1941 – A második világháborúban Nagy-Britannia hadat üzen Bulgáriának és Magyarországnak, Románia az Amerikai Egyesült Államoknak és India Japánnak.
- 1942 – Téli vihar („Wintergewitter”) hadművelet a Sztálingrádnál körbezárt német 6. hadsereg felmentésére
- 1942 – Edvard Beneš Moszkvában a szovjetekkel csehszlovák–szovjet katonai és politikai együttműködési, barátsági és kölcsönös segítségnyújtási szerződést ír alá
- 1954 – a szovjet kormány bejelenti, hogy ha a párizsi egyezmények életbe lépnek (a nyugati hatalmak elismerik az NSZK szuverenitását), akkor felbontja a francia-szovjet és az brit-szovjet egyezményt.
- 1958 – Guinea az ENSZ tagjává válik.
- 1963 – Kenya függetlenné válik.
- 1979 – Rhodesia megváltoztatja a nevét Zimbabwe-re.
- 2004 – Traian Băsescu nyeri az elnökválasztás második fordulóját Romániában.
- 2005 – Az USA bezárja hanoi nagykövetségét, így gyakorlatilag megszakítja diplomáciai kapcsolatait Észak-Vietnámmal.
- 2007 – A svájci szövetségi parlament Pascal Couchepin, az addigi belügyminisztert választja meg a 2008. évre az ország új elnökévé.

### Tudományos és gazdasági események
- 1820 – véglegesen elkülönül egymástól a pécsi borbélyok és sebészek céhe.
- 1901 – Guglielmo Marconi olasz fizikus először létesít sikeres rádiókapcsolatot Európa és Amerika között.
- 1970 – Először indul amerikai műhold idegen starthelyről: az Explorer–42 az olasz San Marco állásról
- 1991 – A csehszlovák kormány határozatban hagyja jóvá a Bős–nagymarosi vízlépcső „C” variáns szerinti üzembe helyezését.

### Közlekedési események

#### Vasúti események
- 2009. december 13-i menetrendváltással a MÁV megszüntette a személyszállítást 24 vasútvonalon és vonalszakaszon, mintegy 800 kilométeren. Az érintett vonalakon az utolsó személyvonatok 2009. december 12-én közlekedtek.

### Kulturális események

#### Zenei események
- 1965 – A The Beatles utolsó koncertje Nagy-Britannia területén, Walesben, a cardiffi (Capitol Theatre)-ben.

#### Irodalmi, színházi és filmes események
- 1969 – Bemutatják a „Hello, Dolly!” c. filmet Barbra Streisanddal a főszerepben.

### Sportesemények
- 1959 – amerikai nagydíj, Sebring - Győztes: Bruce McLaren (Cooper Climax).
- 2021 - Abu-Dzabi nagydíj, Egyesült Arab Emírségek - Max Verstappen Formula 1 világbajnok

### Bűnügyek
- 1997 – Párizsban bíróság elé áll Ilich Ramírez Sánchez, ismertebb nevén „Carlos”.

## Születések
- 1298 – II. Albert osztrák herceg († 1358)
- 1418 – VI. Albert osztrák herceg († 1463)
- 1526 – Alvaro de Bazan (Santa Cruz márki) spanyol admirális, a lepantói csatában (1571) harcoló parancsnok († 1588)
- 1712 – Károly Sándor lotaringiai herceg Németalföld osztrák császári főkormányzója és főkapitánya († 1780)
- 1725 – Végh Péter magyar országbíró († 1802)
- 1770 – Blaschke János rézmetsző, illusztrátor († 1833)
- 1772 – Bertrand Clauzel francia tábornagy († 1842)
- 1791 – Mária Lujza francia császárné Napóleon második felesége († 1847)
- 1821 – Gustave Flaubert francia regényíró († 1880)
- 1832 – Peter Ludwig Mejdell Sylow norvég matematikus († 1918)
- 1863 – Edvard Munch norvég expresszionista festőművész, grafikus († 1944)
- 1866 – Alfred Werner Nobel-díjas svájci kémikus († 1919)
- 1871 – Papp Ferenc irodalomtörténész, az MTA tagja († 1943)
- 1875 – Gerd von Rundstedt német tábornok, a nyugati front főparancsnoka 1943–1944-ben († 1953)
- 1876 – Alvin Kraenzlein amerikai olimpiai bajnok atléta, († 1928)
- 1876 – Temesváry János magyar hegedűművész († 1964)
- 1883 – Zsélyi Aladár gépészmérnök, repülőgép-tervező, a magyar repülés úttörője († 1914)
- 1896 – Ádám Jenő magyar zeneszerző, kóruskarnagy, zenepedagógus († 1982)
- 1897 – Lilian Smith amerikai regényírónő († 1966)
- 1911 – Márkus Ferenc magyar színész († 1995)
- 1913 – Csik Ferenc (er. neve Lengváry Ferenc) magyar olimpiai bajnok úszó († 1945)
- 1913 – Jesse Owens négyszeres olimpiai bajnok amerikai atléta († 1980)
- 1913 – Rex Easton amerikai autóversenyző († 1974)
- 1914 – Patrick O’Brian angol regényíró († 2000)
- 1915 – Frank Sinatra Oscar-díjas amerikai színész, énekes († 1998)
- 1916 – Andy Furci amerikai autóversenyző († 1998)
- 1919 – Fritz Muliar osztrák színész, komikus, rendező († 2009)
- 1919 – Hermann Neuberger német sportvezető, a FIFA elnöke († 1992)
- 1926 – Nagy Károly magyar fizikus, akadémikus († 2016)
- 1928 – Csingiz Ajtmatov kirgiz író († 2008)
- 1928 – Imre István magyar báb- és animációs filmrendező († 2007)
- 1928 – Ruzsiczky Éva magyar nyelvész, szerkesztő, fordító († 2010)
- 1929 – Seregi László Kossuth-díjas magyar táncművész, koreográfus, a Halhatatlanok Társulatának örökös tagja († 2012)
- 1929 – John Osborne angol író († 1994)
- 1931 – Kratochwill Mimi magyar művészettörténész († 2024)
- 1932 – Dalnoki Jenő olimpiai bajnok labdarúgó († 2006)
- 1936 – Balázs Jolán kétszeres olimpiai bajnok magyar származású román magasugró († 2016)
- 1937 – Connie Francis amerikai popénekesnő († 2025)
- 1939 – Szabó Kálmán Jászai Mari-díjas magyar színész, rendező
- 1940 – Dionne Warwick amerikai énekesnő
- 1943 – Rajhona Ádám Jászai Mari-díjas magyar színész, érdemes művész († 2016)
- 1943 – Ray Allen brit autóversenyző
- 1944 – Bálint Mária magyar színésznő
- 1946 – Emerson Fittipaldi brazil autóversenyző, a Formula–1 kétszeres világbajnoka (1972, 1974)
- 1946 – Renzo Zorzi olasz autóversenyző († 2015)
- 1947 – Pászthy Júlia Liszt Ferenc-díjas opera-énekesnő
- 1948 – Roelof Wunderink holland autóversenyző
- 1950 – Eric Maskin Nobel-díjas amerikai közgazdász
- 1951 – Müller Péter Sziámi magyar költő, filmrendező
- 1953 – Galgóczy Judit magyar színházi rendező, dramaturg
- 1954 – Izbéki Gábor magyar újságíró
- 1962 – Tracy Austin amerikai teniszező
- 1963 – Szóka Júlia magyar színésznő, operetténekes
- 1965 – Janicsek András alezredes, pilóta († 2008)
- 1970 – Jennifer Connelly Oscar-díjas amerikai színésznő
- 1972 – Brandon Teena amerikai állampolgár, akit nemi hovatartozása miatt meggyilkoltak († 1993)
- 1973 – Fassang László magyar orgonaművész, zongoraművész
- 1974 – Bernard Lagat amerikai sprinter
- 1975 – Cosmin Contra román labdarúgó
- 1975 – Mayim Bialik amerikai színésznő, neurológus, író
- 1978 – Enrico Toccacelo olasz autóversenyző
- 1982 – Dmitrij Turszunov orosz teniszező
- 1985 – Adam Plutecki lengyel úszó
- 1986 – Kiss Péter magyar hegymászó († 2013)
- 1987 – Kunal Sharma amerikai színész
- 1989 – Knoch Viktor olimpiai bajnok magyar gyorskorcsolyázó
- 1991 – Dyllan Christopher amerikai színész
- 1992 – Csen Zso-lin olimpiai bajnok kínai műugró

## Halálozások
- 1574 – II. Szelim az Oszmán Birodalom 11. szultánja (* 1524)
- 1586 – Báthory István erdélyi fejedelem, később lengyel király[1] (* 1533)
- 1685 – John Pell angol matematikus, a számelméletben a Pell-egyenlet névadója (* 1611)
- 1708 – Berzeviczy György jezsuita rendi tanár, bölcselet- és teológusdoktor (* 1657)
- 1766 – Johann Christoph Gottsched német író, dramaturg és irodalomtudós (* 1700)
- 1780 – Fellner Jakab magyar építész (* 1722)
- 1843 – I. Vilmos holland király (* 1772)
- 1849 – Sir Marc Isambard Brunel angol mérnök, építész (* 1769)
- 1889 – Viktor Jakovlevics Bunyakovszkij orosz matematikus, fizikus, a Cauchy–Bunyakovszkij–Schwarz-egyenlőtlenség névadója (* 1804)
- 1889 – Robert Browning angol költő (* 1812)
- 1890 – Joseph Boehm osztrák szobrász és éremművész (* 1834)
- 1908 – Széchenyi Béla koronaőr, utazó (* 1837)
- 1909 – Karl Krumbacher német filológus, a korszerű bizantinológia megalapítója, az MTA tagja (* 1856)
- 1912 – Luitpold bajor királyi herceg Bajorország régenshercege II. Lajos helyett 1886-tól (* 1821)
- 1921 – Jacobi Viktor magyar operettszerző (* 1883)
- 1939 – Sir Douglas Fairbanks amerikai színész, forgatókönyvíró, filmrendező, filmproducer (* 1883)
- 1952 – Bedřich Hrozný cseh nyelvész, orientalista, régész, a hettita írás megfejtője, a hettitológia úttörője (* 1879)
- 1962 – Jekatyerina Vasziljevna Gelcer orosz balett-táncosnő, (* 1876)
- 1965 – Radó Tibor magyar születésű amerikai matematikus (* 1895)
- 1972 – Kondor Béla Kossuth-díjas, kétszeres Munkácsy Mihály-díjas magyar festőművész, grafikus (* 1931)
- 1977 – Erdélyi Artúr magyar születésű angol matematikus (* 1908)
- 1993 – Antall József magyar politikus, az MDF első elnöke, 1990–1993-ig a Magyar Köztársaság miniszterelnöke (* 1932)
- 1995 – Bozóky László sugárfizikus, mérnökfizikus, az MTA rendes tagja (* 1911)
- 1999 – Joseph Heller amerikai író (* 1923)
- 2001 – Jean Richard francia színész, 1967–1990-ig "Maigret felügyelő" (* 1921)
- 2003 – Heidar Alijev Azerbajdzsán volt elnöke (* 1923)
- 2008 – Daniel Carleton Gajdusek Nobel-díjas magyar-szlovák származású amerikai fizikus és orvoskutató (* 1923)
- 2018 – Kósa Ferenc Kossuth-díjas magyar filmrendező, politikus (* 1937)
- 2019 – Danny Aiello olasz származású amerikai színész (* 1933)
- 2020 – John le Carré angol író, a kémregény-irodalom egyik legismertebb alakja (* 1931)

## Nemzeti ünnepek, emléknapok, világnapok
- Kenya: a függetlenség napja, 1963.

→Sablonvita:Ünnepek/12-12:
- A Guadalupei Szűzanya ünnepe a katolikus egyházban[2]
- Chantal Szent Johanna Franciska, a vizitációs apácarend alapítójának emléknapja a katolikus egyházban[3]
- Oroszország alkotmányának napja (hivatalos nevén День Конституции Российской Федерации, az Oroszországi Föderáció Alkotmányának Napja, a népszavazáson elfogadott alaptörvény 1993-as életbelépésének évfordulóján)[4][5][6][7]